# 雅科夫·斯维尔德洛夫
雅科夫·米哈伊洛维奇·斯维尔德洛夫（羅馬化：Yakov Mikhailovich Sverdlov；1885年6月3日—1919年3月16日），俄國犹太裔政治家、俄国共产党（布）与苏维埃俄国领导人之一。1917年至1919年任全俄中央执行委员会主席，即苏俄的首任国家元首。

## 早年生活

### 童年与家庭
雅科夫-亚伦·米哈伊洛维奇·斯维尔德洛夫于1885年6月3日（俄历5月22日）出生在俄罗斯帝国下诺夫哥罗德的一个来自于波洛茨克（现属白俄罗斯）的犹太市民（burgher）家庭。他的父亲米哈伊尔·伊兹拉列维奇·斯维尔德洛夫是一位雕刻匠人，母亲伊丽莎白·索洛莫诺娃则是家庭主妇。米哈伊尔与伊丽莎白共养育了六个孩子。1900年伊丽莎白去世后米哈伊尔皈依东正教，并与玛丽亚·亚历山德罗夫娜·科尔米尔采娃结婚，又育有两个儿子。
雅科夫·斯维尔德洛夫在下诺夫哥罗德男子文理学校学习了4年，成绩优异。1900年因母亲去世，家庭经济情况恶化而放弃学业，成为了一名药剂师的学徒。
- 兄长季诺维·阿列克谢耶维奇·佩什科夫（1884－1966），被高尔基收养，移民法国，1914年加入外籍军团，1946年任法国驻日大使。
- 弟弟韦尼亚明（1886－1939），苏联政治家，因托派罪名在大清洗中被杀。
- 弟弟列夫（1893－1914）
- 姐妹索菲亚（1882－1951）、莎拉（1890－1964）
- 米哈伊尔第二次婚姻诞生的两个孩子是赫尔曼、亚历山大。

雅科夫·斯维尔德洛夫共有两段婚姻，与第二任妻子克劳迪娅·季莫菲耶芙娜（1876－1960）育有一子一女：
- 儿子安德烈（1911－1969），长期在内务人民委员部任职，从事反间谍工作。曾因发表“反苏言论”多次被捕，但并未影响其职务。1951年再次被捕，因斯大林逝世而获释。
- 女儿维拉（生于1913年）

雅科夫的姐姐索菲亚育有一儿一女：
- 外甥女艾达·阿维尔巴赫（俄语：Авербах, Ида Леонидовна）（1905－1938），莫斯科市助理检察官，嫁给内务人民委员亨利希·亚戈达（1891－1938），两人均在大清洗中被杀。
- 外甥利奥波德·阿维尔巴赫（1903－1937），文学评论家、俄罗斯无产阶级作家协会领导人，在大清洗中被杀。

### 革命与流亡

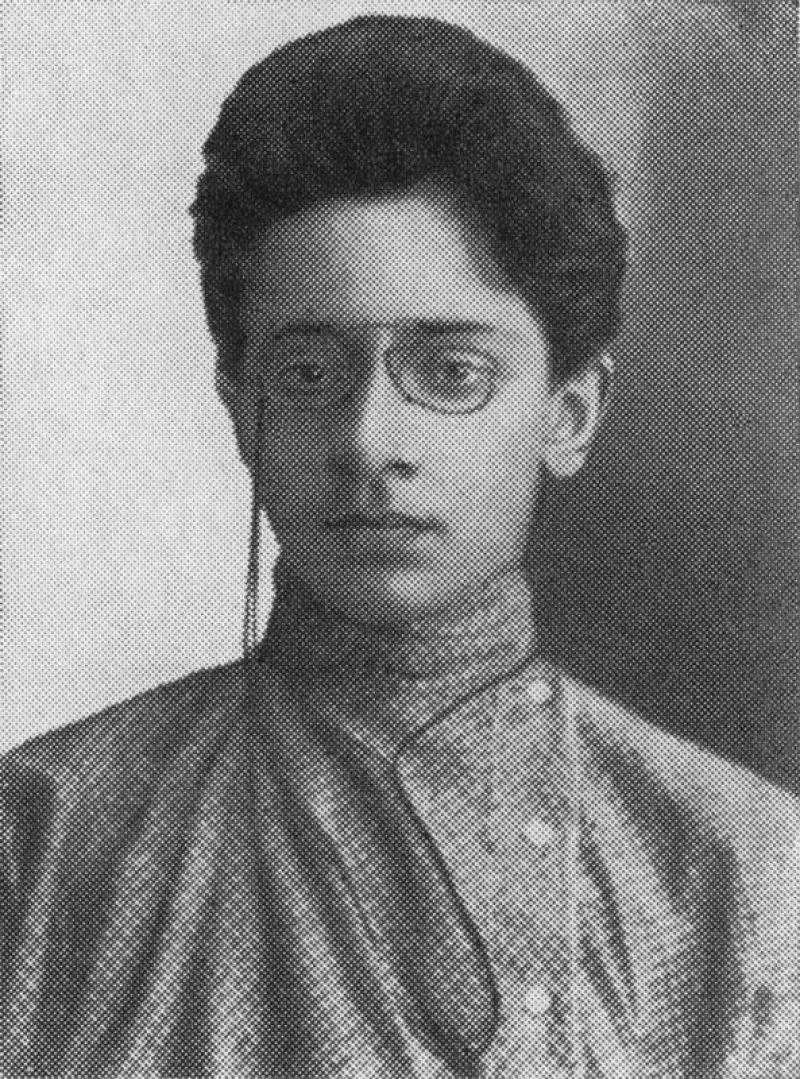
1904年的雅科夫·斯维尔德洛夫

1901/02年，斯维尔德洛夫加入俄国社会民主工党。在1903年该党二大的分裂中，雅科夫选择支持列宁与布尔什维克派。
1905年，在叶卡捷琳堡组织群众游行示威，声援革命，创建并领导叶卡捷琳堡工人代表苏维埃。
1906年被捕，关押在叶卡捷琳堡监狱。自1906年至1917年的大多数时间里，斯维尔德洛夫都处在被关押或流放中。
1911年，被判流放托木斯克，并在这里结识了同样被流放的斯大林。
1912年，在俄国社会民主工党第六届全俄会议缺席被选举为布尔什维克中央委员会委员、俄国局委员。
1913年，被流放至叶尼塞省的图鲁汉斯克，并与斯大林同住了一段时间，斯维尔德洛夫对此评价道：
我的新居的情况大大恶化了。首先，我已不再独自住一个房间，我们两个人住。和我住在一起的是格鲁吉亚人朱加施维里，一位老相识，因为我们已在别的流放地见过了。他是一个不错的家伙，但在日常生活方面太个人主义了，而我是主张至少要有点守秩序的样子的。这就是我有时感到不安的原因。——斯维尔德洛夫1914年给妹妹的信

## 革命领袖

### 二月革命后
1917年二月革命后，斯维尔德洛夫自流放地逃离，被中央委员会派往叶卡捷琳堡组织乌拉尔地区党代表大会的工作。
4月，初次与列宁相识，随即被委以重任，被选入中央委员会并领导随后成立的布尔什维克中央委员会书记处。
8月，作为主席主持了布尔什维克第六次代表大会，在此次会议上托洛茨基领导的区联派并入了布尔什维克。
10月23日的中央委员会会议由斯维尔德洛夫主持，此次会议以10票赞成、2票反对通过了发动武装起义的决议。

### 十月革命后

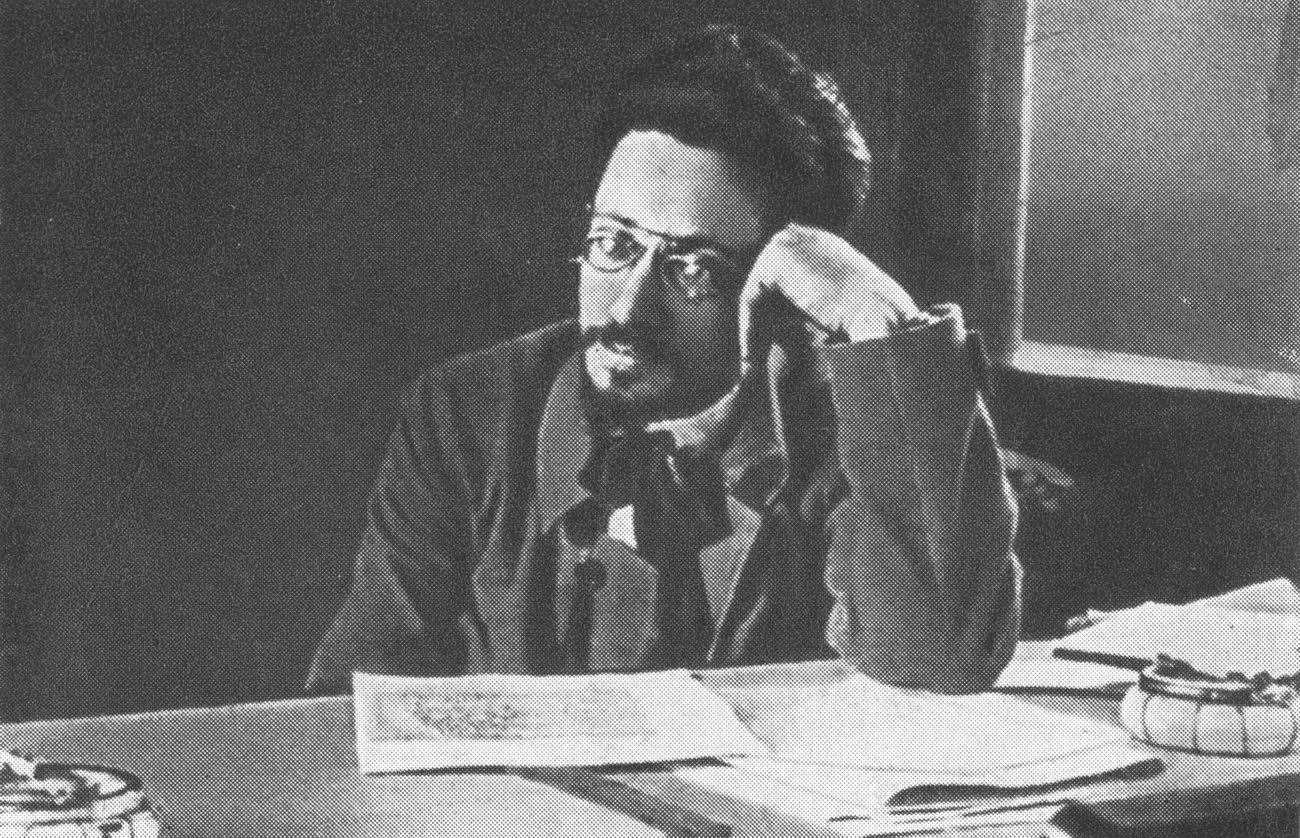
斯维尔德洛夫在前往前线的火车车厢里。1918年秋

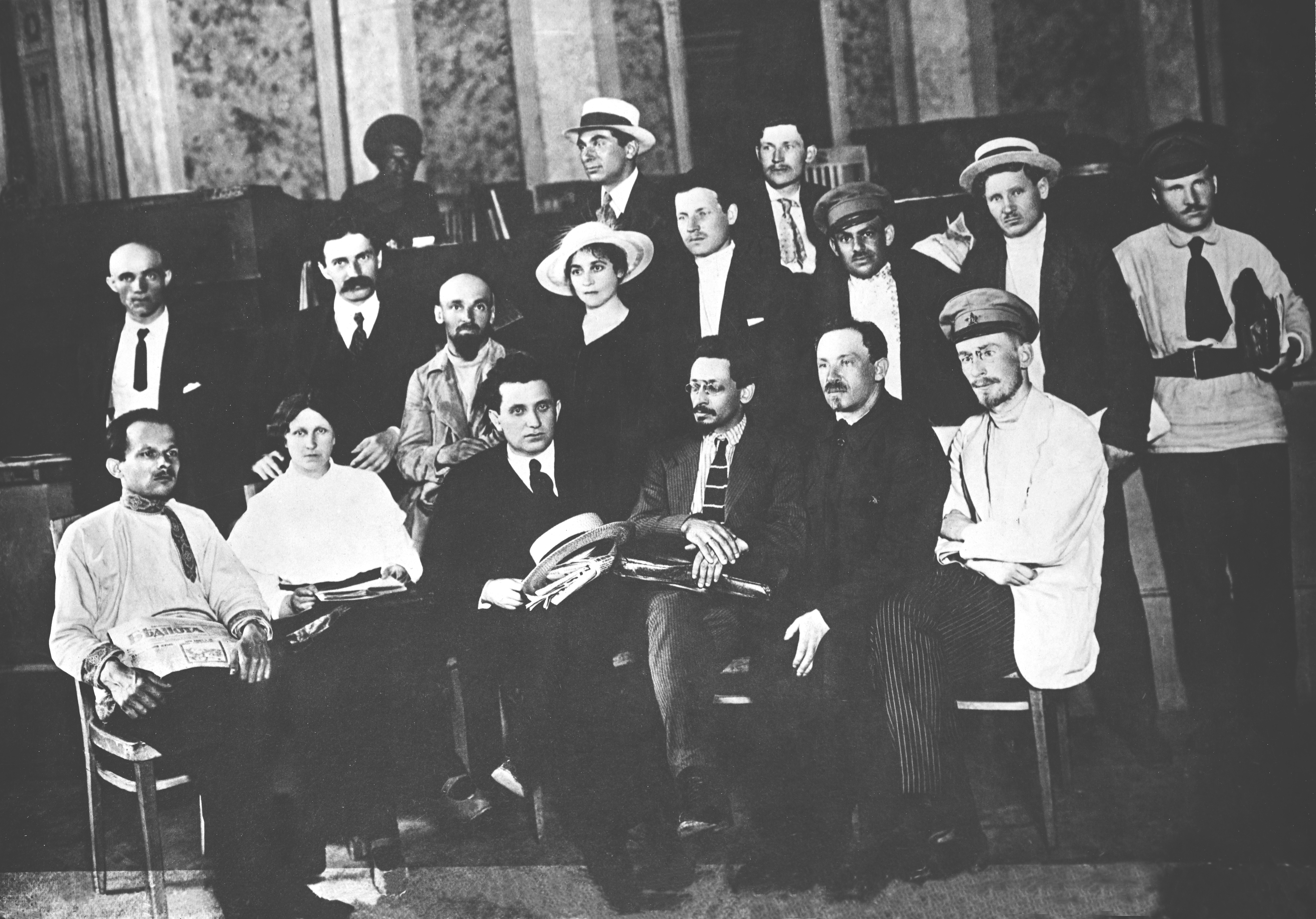
斯维尔德洛夫和季诺维也夫参加第五届全俄苏维埃代表大会

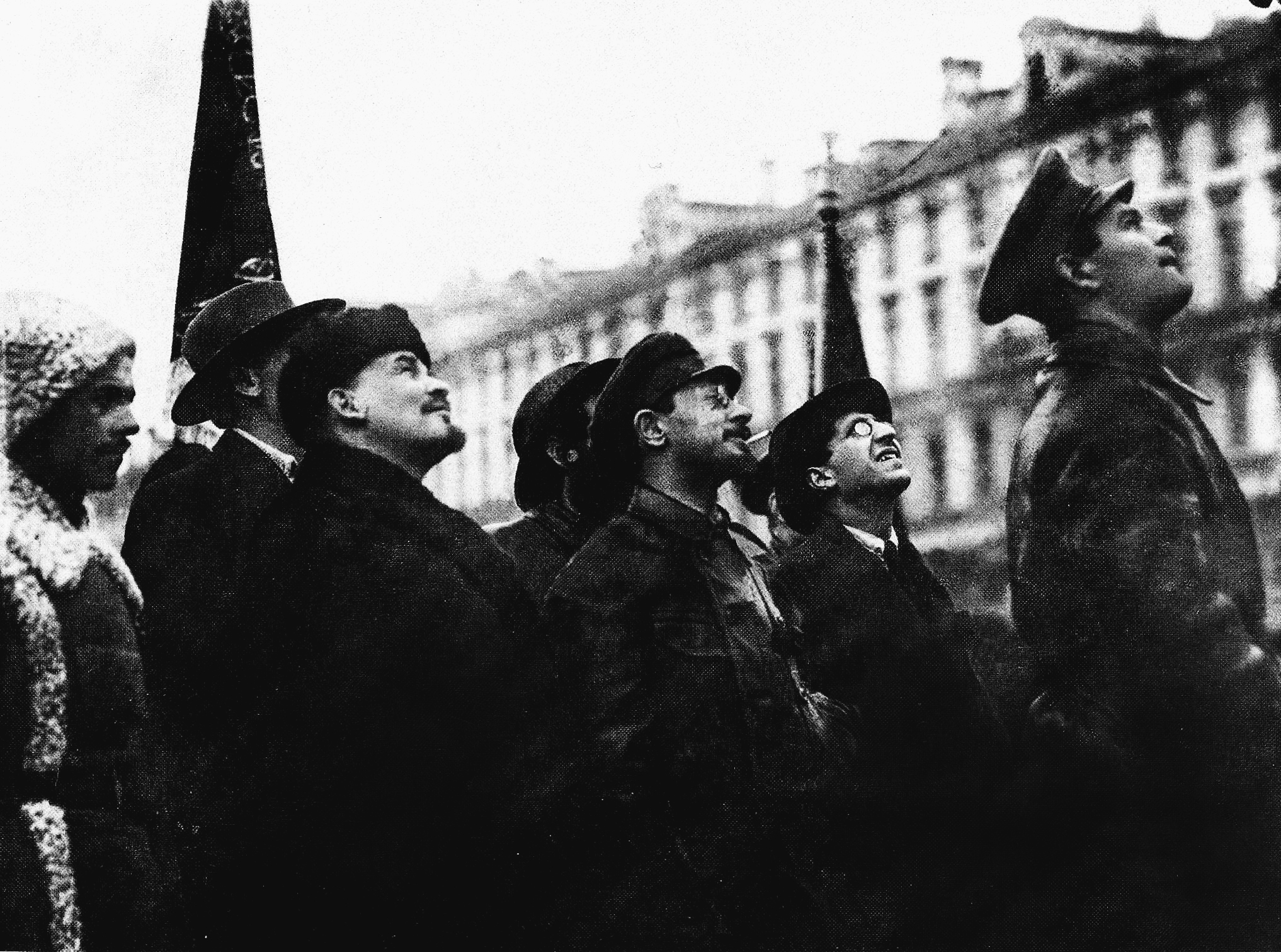
1918年，斯维尔德洛夫与列宁参加卡尔·马克思纪念碑揭幕式

11月8日，在列宁建议下，斯维尔德洛夫替代加米涅夫任全俄工兵代表苏维埃中央执行委员会主席。
1918年1月5日，斯维尔德洛夫代表全俄中央执行委员会召开立宪会议并代表布尔什维克向会议提交了《被剥削劳动人民权利宣言》，但被否决。立宪会议随后被解散。10日至18日，第三次全俄罗斯苏维埃代表大会在彼得格勒召开，通过了《被剥削劳动人民权利宣言》，同时指示全俄中央执行委员会起草宪法，斯维尔德洛夫主持宪法制订工作。
2月至3月，由于对德和谈失败，德军向苏俄发起进攻。斯维尔德洛夫参与了紧急成立的彼得格勒革命保卫委员会的工作。
7月，左翼社会革命党发动起义，作为报复，列宁与斯维尔德洛夫签署法令逮捕了正在参加第五届全俄苏维埃代表大会的社会革命党人。
8月30日，彼得格勒契卡领导人莫伊塞·乌里茨基被暗杀。同日，列宁也遭遇刺杀。
9月2日，斯维尔德洛夫执掌的全俄中央执行委员会通过了“将苏维埃共和国转变为统一军营”的决议，宣布全体公民不分职业年龄，都应当无条件地履行苏维埃政权所赋予的保卫祖国的义务。5日，人民委员会通过“红色恐怖”条例，红色恐怖开始。
1919年1月24日布尔什维克中央发布“对以任何方式直接或间接地与苏维埃政权作斗争的哥萨克人进行无情的大规模恐怖袭击”的指示。去哥萨克化运动开始。一般认为该指示是出自斯维尔德洛夫之手。
2月2日至3日，斯维尔德洛夫出席了在明斯克召开的第一届全白俄罗斯苏维埃代表大会，并承认白俄罗斯苏维埃社会主义共和国独立。

## 逝世

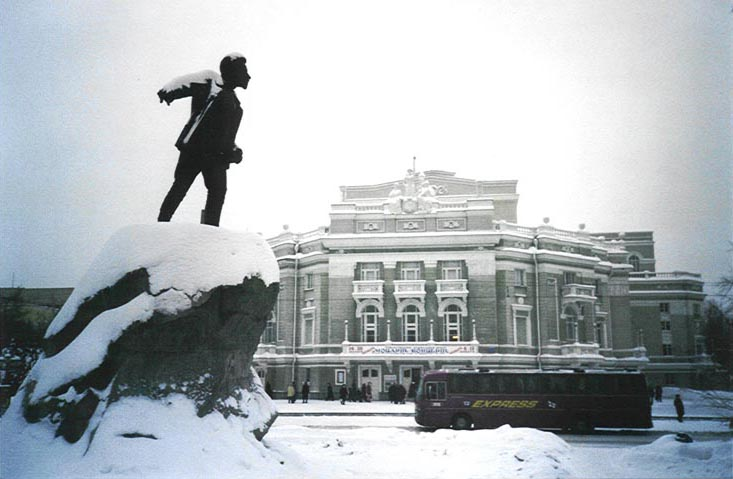
叶卡捷琳堡的斯维尔德洛夫雕像

1919年3月在视察乌克兰期间，斯维尔德洛夫患上了流感。3月6日自哈尔科夫返回，8日抵达莫斯科，9日病重，14日失去知觉。16日，斯维尔德洛夫在莫斯科逝世，年仅33岁。18日，下葬于克里姆林宫墓园。
当我们坐在政治局里开会的时候，斯维尔德洛夫则躺在他的公寓里，他患了热病，情况很严重。在会议途中，当时的中央委员会秘书叶·德·斯塔索娃从斯维尔德洛夫的公寓回来了。她脸色惨白，说道：“雅科夫·米哈伊洛维奇状况不好……很不好。”只需要看她一眼就能明白，事情已经没希望了。于是我们休会了。弗拉基米尔·伊里奇去斯维尔德洛夫的公寓看他，我则去了委员办事处，准备立刻出发去前线。大概过了十五分钟，列宁就给我打电话，他声音特别低沉，这说明他的心里极其不安：“已经去世了。”“去世了？”“去世了。”我们又握着听筒好一会儿，感受着电话另一头的沉默。然后我们就挂断了电话，因为再也说不出什么话了。雅科夫·米哈伊洛维奇去世了。斯维尔德洛夫不在人世了。——托洛茨基《追忆斯维尔德洛夫》

### 阴谋论
关于斯维尔德洛夫死亡有一些不同的说法和猜测。历史学家Arkadi Waksberg声称，斯维尔德洛夫因其犹太人身份而在奥廖尔被工人殴打致死，这一事件被当局掩盖以防止反犹太主义爆发。另一种说法是斯维尔德洛夫与列宁遇刺有关，因此被秘密杀死。然而没有可靠证据支持这些观点。

## 纪念
- 俄罗斯第三大城市葉卡捷琳堡于1924年更名为斯维尔德洛夫斯克。
- 1950年下水的斯维尔德洛夫级巡洋舰也以他的名字命名。
- 1919年在俄共八大决议在莫斯科成立苏维埃和党的工作中央学校，命名为斯维尔德洛夫共产主义大学。

## 评价

### 正面评价
雅科夫·斯维尔德洛夫以出色的组织才能得到了布尔什维克党的广泛赞誉。
雅柯夫·米哈伊洛维奇·斯维尔德洛夫在他短短的一生中，大概有一半时间主要是在秘密组织中做实际工作。他十七八岁的时候就蹲过监狱，就开始做工人组织活动家的工作，开始参加革命斗争，并且抛弃了他过去的生活和他那个手工业者家庭，全心全意执行工人阶级的任务，进行组织工人阶级的活动，这就使他得到了真正发挥才能的机会。也许，没有一个人象他那样典型地代表了几十、几百甚至几千个革命者的活动和工作，这些革命者来自手工业者和工人阶级，也有极少数属于知识分子，他们早在沙皇政府时期，经过十多年把自己锻炼成了能够领导群众的革命者。雅柯夫·米哈伊洛维奇在这段漫长的活动时期没有到过国外，这使他能同实际运动不失去联系。在他短短的整个一生中做党的工作有十七八年，虽然大部分岁月不得不在监狱和流放地度过，但正是在这些地方显露出他的组织才能。他能够把整个身心都用于工作，考察人，了解他们的品质，把每个人安排到适当的岗位上去，——这种本领就是一个组织家的主要才能。——弗拉基米尔·伊里奇·列宁，在纪念雅·米·斯维尔德洛夫逝世一周年大会上的讲话
　　如果我们看看这位无产阶级革命领袖一生走过的道路，马上就能发现，他的卓越的组织才能是在长期斗争中锻炼出来的，这位无产阶级革命领袖所具有的大革命家的一切优良品质，都是他在各个时期最艰苦的革命工作环境中锻炼出来的。在活动初期，他还完全是个青年，那时，他刚有了政治觉悟，就全心全意地从事革命了。在这个时期，即20世纪初，斯维尔德洛夫同志已经成为一个职业革命家的突出的典型：他抛弃了家庭，抛弃了资产阶级旧社会的舒适生活和习惯，全心全意投身于革命，在几十年的漫长岁月里，从监狱到流放地，从流放地到监狱，磨炼出了使革命者能经受住长期考验的那些品质。
　　这位职业革命家一时一刻也没有脱离过群众。沙皇专制的条件曾迫使他和当时所有的革命家一样主要从事秘密的地下活动，但就在秘密的地下工作中，斯维尔德洛夫同志也始终同先进工人肩并肩、手携手地共同前进，而这些先进工人恰好是从20世纪初就开始接替知识分子出身的老一代革命家了。——弗拉基米尔·伊里奇·列宁，悼念雅·米·斯维尔德洛夫
那段时间，所有的领域都需要“先驱”，也就是需要能够在没有先例、没有法规、没有章程的极大混乱当中独立工作的人。斯维尔德洛夫为了各种需要而找寻的正是这样一些先驱。正如上文所说，他回忆起这个人或者那个人的履历细节——他是谁，他在什么时候有怎样的表现——然后由此做出结论，判断这个候选人适合或者不适合。当然，错误是很多的，但比我们预期的要少，这令人十分惊讶。而且最重要的是，面对着这些任务和困难造成的混乱以及最低限度的人手，他还能着手处理事务，这件事本身就非常惊人了。
雅科夫·米哈伊洛维奇确实是无与伦比：他自信、勇敢、坚定、机智——是最好的那种布尔什维克。列宁就是在那困难的几个月里充分认识并且肯定了斯维尔德洛夫。弗拉基米尔·伊里奇曾经有好多次给斯维尔德洛夫打电话，希望对方能紧急采取某个措施，结果大多数情况下得到的回答都是：“已经办好了！”就是说这个措施已经推行了。我们经常拿这个话题开玩笑说：“斯维尔德洛夫大概已经办好了！”——列夫·托洛茨基，追忆斯维尔德洛夫

### 负面评价
白军将领季捷里赫斯在其作品中宣称对俄国皇室的处决是犹太人对俄罗斯的阴谋，斯维尔德洛夫是阴谋执行者，并以对犹太人的蔑称称呼斯维尔德洛夫。
1966年解密的档案表明，秘密处决俄国皇室的电报命令的署名是斯维尔德洛夫。